# Leningradskiy Bay
Die Leningradskiy Bay (russisch Залив Ленинградзкиь Saliw Leningradski, deutsch ‚Leningradbucht‘) ist eine Bucht vor der Prinzessin-Astrid-Küste des ostantarktischen Königin-Maud-Lands. Sie liegt unmittelbar westlich des Lasarew-Schelfeises am Nordrand des der Küste vorgelagerten Schelfeisgürtels. Leningradskiy Island liegt am Kopfende der Bucht.
Sowjetische Wissenschaftler kartierten sie 1959 und benannten sie nach der Stadt Leningrad, dem heutigen Sankt Petersburg. Das Advisory Committee on Antarctic Names übertrug die russische Benennung im Jahr 1970 ins Englische.